# ジョン・マーマデューク
ジョン・サッピントン・マーマデューク（英:John Sappington Marmaduke、1832年3月14日-1887年12月28日）は、南北戦争の時の南軍将軍である。1884年からその死の1887年までミズーリ州知事を務めた。

## 初期の経歴
マーマデュークはミズーリ州セイリーン郡アローロック近くにあった父のプランテーションで、10人兄弟の次男として生まれた。父のメレディス・マイルズ・マーマデューク（1791年-1864年）はミズーリ州第8代知事だった。曽祖父のジョン・ブレシットは1832年から1834年までケンタッキー州知事を務め、在職のまま死んだ。
マーマデュークはミズーリ州ラファイエット郡のチャペルヒル・アカデミーとレキシントンのマソニック大学に通い、その後2年間イェール大学およびもう1年間ハーバード大学で勉強した。アメリカ合衆国下院議員ジョン・S・フェルプスがマーマデュークの陸軍士官学校入学を指名し、マーマデュークはそこを1857年に38名の同期中30番目の成績で卒業した。短期間第1アメリカ騎馬ライフル銃隊の少尉を務め、その後アルバート・ジョンストン大佐指揮下の第2アメリカ騎兵隊に転属となった。マーマデュークはユタ戦争に参戦し、1858年から1860年はキャンプ・フロイドに駐在した。

## 南北戦争
1861年春にミズーリ州がアメリカ合衆国から脱退したという報せを受け取ったときは、ニューメキシコ準州で勤務していた。マーマデュークは急いで故郷に帰り、熱心な連邦主義者である父と会った。この報せが嘘であったとしても、マーマデュークは最終的に1861年4月の日付でアメリカ陸軍を辞めることに決めた。脱退推進派のミズーリ州知事クレイボーン・F・ジャクソンはマーマデュークの叔父であり、間もなくミズーリ州兵隊におけるセイリーン郡からの部隊、第1ライフル連隊の大佐にマーマデュークを指名した。ジャクソン知事は6月に州兵指揮官スターリング・プライス少将と共にジェファーソンシティを離れ、さらに軍隊を徴募した。マーマデュークとその連隊は知事達にブーンビルで合流した。その後直ぐにプライスとジャクソンが去り、マーマデュークは民兵隊の小さな軍隊指揮を任された。マーマデュークはその部隊が戦闘の備えもできていないと分かったが、ジャクソン知事はそれで抵抗するよう命令した。北軍ナサニエル・ライアン将軍の良く訓練された装備も整った1,700名の部隊が、6月17日のブーンビルの戦いでマーマデュークの訓練も無く武装もお粗末な部隊を容易に壊走させた。マーマデュークの新兵達は20分間戦っただけで破れ逃げ出したので、北部側の者は嘲笑的にこの小戦闘を「ブーンビルの競走」と呼んだ。
マーマデュークはその状況に嫌気が差して、ミズーリ州兵隊の任務を辞任しバージニア州リッチモンドに行って、正規南軍の中尉に任官された。アメリカ連合国陸軍省はマーマデュークにアーカンソー州での任務を与え、間もなくマーマデュークはそこで第1アーカンソー大隊の中佐に選ばれた。元はウェストポイント（陸軍士官学校）の歩兵戦術教官だったウィリアム・J・ハーディ中将の参謀を務めた。ユタ戦争のときに指揮官だったアルバート・ジョンストン将軍が1862年初期にその参謀に加わるよう求めた。
マーマデュークはシャイローの戦いで第3歩兵連隊の大佐として参戦したときに負傷し、数ヶ月間任務が適わなくなった。1862年11月、陸軍省はマーマデュークの准将への昇進を確認した。旅団長としての最初の戦闘は12月7日のプレーリーグローブの戦いだった。1863年4月、マーマデュークは5,000名の兵士と10門の大砲を伴ってアーカンソー州を離れ、このとき北軍が支配するミズーリ州に入った。しかし、4月26日のケープジラルドーの戦いで撃退され、アーカンソー州ヘレナに戻ることを余儀なくされた。
間もなくマーマデュークは論争に巻き込まれた。1863年9月、直接の上官であるルシアス・M・"マーシュ"・ウォーカー少将を、戦場において部隊兵のいないときの臆病な行動で告発した。ウォーカーはこの侮辱で軽視されたと考えいマーマデュークに決闘を申し込んだ。その結果は9月6日のウォーカーの死で終わった。
マーマデュークは後にミシシッピ川流域方面郡で1個騎兵師団を指揮し、レッド川方面作戦やミズーリ州へのプライスの襲撃に参戦し、ウェストポートの戦いからの撤退中にマインクリークの戦いで捕虜になった。オハイオ州ジョンソン島で戦争捕虜となっている間の1865年3月にマーマデュークは少将に昇進した。マーマデュークは戦争が終わった後に釈放された。

## 戦後の経歴
マーマデュークはミズーリ州の故郷に戻り、セントルイスに居を構えた。短期間保険会社に勤めたが、そこの倫理が意に添わなかった。その後、農業雑誌を編集し、地方の農夫に対して差別的な鉄道の料金を公に非難した。州知事が間もなくマーマデュークを州の初代鉄道委員会委員に指名した。
マーマデュークは政界に入ることにしたが、1880年の州知事に向けた民主党の指名争いでは、元北軍将軍で鉄道会社からの強い支持と財政的後ろ盾のあったトマス・セオドア・クリッテンデンに敗れた。4年後にも州知事選にむけて選挙運動を行い、この時は世論が変わって鉄道の改革と規制が以前よりも流行になっていた。マーマデュークは元連邦主義者とアメリカ連合国支持者の間の協調を奨励する綱領で選出され、「新しいミズーリ州」を要求する計画を進めた。1885年と1886年には潜在的な打撃が予想された鉄道ストライキを落着させた。翌年、州内鉄道産業の規制を始めることになる法律制定を州議会に求めた。また公的教育に向けた州予算を劇的に増加させ、州予算の3分の1近くが教育に当てられることになった。マーマデュークは生涯独身であり、2人の姪が州知事邸宅で女主人役を務めた。
マーマデュークは曽祖父と同様に知事在職中に死んだ。1887年に肺炎に罹りジェファーソンシティで死んだ。シティ墓地に埋葬された。
アーカンソー州グリーン郡マーマデュークは、マーマデュークに因んで名付けられた。
弟のヘンリー・ハンガーフォード・マーマデュークはアメリカ連合国海軍で従軍し、捕虜になってやはりジョンソン島で収監された。後にアメリカ合衆国政府に勤め、南アメリカの国々との外交にあたった。ヘンリーはアーリントン国立墓地に埋葬されている。他にもマーマデュークの兄弟2人が南北戦争で死んだ。